# Comissão da Verdade do Panamá
A Comissão da Verdade do Panamá foi nomeada pela presidente panamiana Mireya Moscoso em 2000 para investigar crimes cometidos durante o regime militar de Omar Torrijos e Manuel Noriega.
Em dezembro de 2000, restos humanos foram descobertos em uma base da Guarda Nacional do Panamá,  acreditados serem de Jesús Héctor Gallego Herrera, um padre assassinado durante a ditadura de Torrijos. Moscoso nomeou uma comissão da verdade para investigar o local e as outras bases. A comissão enfrentou oposição do Partido Revolucionário Democrático (PRD), que era o partido de Torrijos e Noriega. A Assembleia Nacional controlada pelo PRD cortou o financiamento da comissão, e a presidente do partido, Balbina Herrera, ameaçou buscar uma ação legal contra a presidente por sua criação. A comissão finalmente informou sobre 110 dos 148 casos que examinou, dos quais 40 desapareceram e 70 foram assassinados. O relatório concluiu que o governo de Noriega se envolveu em "tortura [e] tratamento cruel, desumano e degradante", e recomendou mais exumação e investigação adicionais.

## Mandato e estrutura
A Comissão da Verdade no Panamá (Comisión de la Verdad de Panamá) foi  estabelecida em 18 de janeiro de 2001 pela presidente Mireya Moscoso com mandato para investigar violações de direitos humanos entre 1968 e 1989, períodos de governo de Torrijos e Noriega. A comissão foi impedida de tirar quaisquer conclusões sobre as responsabilidades legais dos perpetradores individuais.
A comissão era composta por sete comissários (cinco homens e duas mulheres) e foi liderada por Alberto Santiago Almanza Henríquez, advogado e ativista católico. Todos os comissários foram nomeados pela presidente Moscoso. A comissão durou um ano e três meses e terminou em abril de 2002 com a apresentação do Relatório Final (Informe Final de la Comisión de la Verdad de Panamá). Um escritório de acompanhamento funcionou até dezembro de 2004.

## Descobertas
De acordo com as conclusões da comissão, o regime militar esteve envolvido em tortura e tratamento cruel, desumano e degradante das vítimas. Houve 148 casos de abuso de direitos humanos. Desses, 110 foram relatados e documentados. Os casos ocorreram durante os primeiros anos do regime militar (1968-1972) contra partidários do ex-presidente Arias. Descobriu-se que setenta das vítimas haviam sido assassinadas, quarenta haviam desaparecido e que outros quarenta casos ainda não haviam sido investigados.
Um aspecto importante do trabalho da comissão foi investigar túmulos clandestinos, estabelecer a identidade das vítimas e determinar as circunstâncias de suas mortes. Através desta investigação, a comissão descobriu vinte e quatro túmulos e escavou trinta e seis sepulturas. Esses locais estavam localizados em estabelecimentos militares nas províncias do Panamá e Bosca del Toro e na prisão da Ilha de Coiba. Outros locais incluíam o aeroporto militar de Tocumen, as casas ocupadas por pilotos da Força Aérea Panamenha, o antigo quartel de infantaria e campo de tiro Los Pumas em Tocumen, a antiga base de cavalaria em Panamá Viejo, a prisão Joyita em Pacova e em casas usadas pela polícia secreta e outras unidades de segurança utilizadas para interrogatório e tortura.
A descoberta do corpo do padre colombiano José Hector Gallego, que havia sido sequestrado pelos militares em 1971, deu início à Comissão da Verdade. Outras pessoas conhecidas que foram encontradas como vítimas de tortura incluem Dora Moreno, Hipólito Quintero, Floyd Britton, Encarnación González e Hugo Spadafora. A conclusão final que foi feita pela comissão foi que "o regime militar havia se engajado em 'tortura [e] tratamento cruel, desumano e degradante' de suas vítimas".